# Gymnogeophagus lacustris
Gymnogeophagus lacustris är en fiskart som beskrevs av Roberto Esser dos Reis och Malabarba, 1988. Gymnogeophagus lacustris ingår i släktet Gymnogeophagus och familjen Cichlidae. Inga underarter finns listade i Catalogue of Life.